# Coupe en or d'Alstetten
La coupe en or d'Altstetten a été trouvée en 1906 à Zurich-Altstetten. Elle date de la fin de l'âge du bronze et, avec un poids de 910 grammes, est considérée comme l'une des coupes en or les plus lourdes de cette époque en Europe. Elle est exposée au Musée national suisse de Zurich, juste à côté du trésor d'Erstfeld.

## Découverte

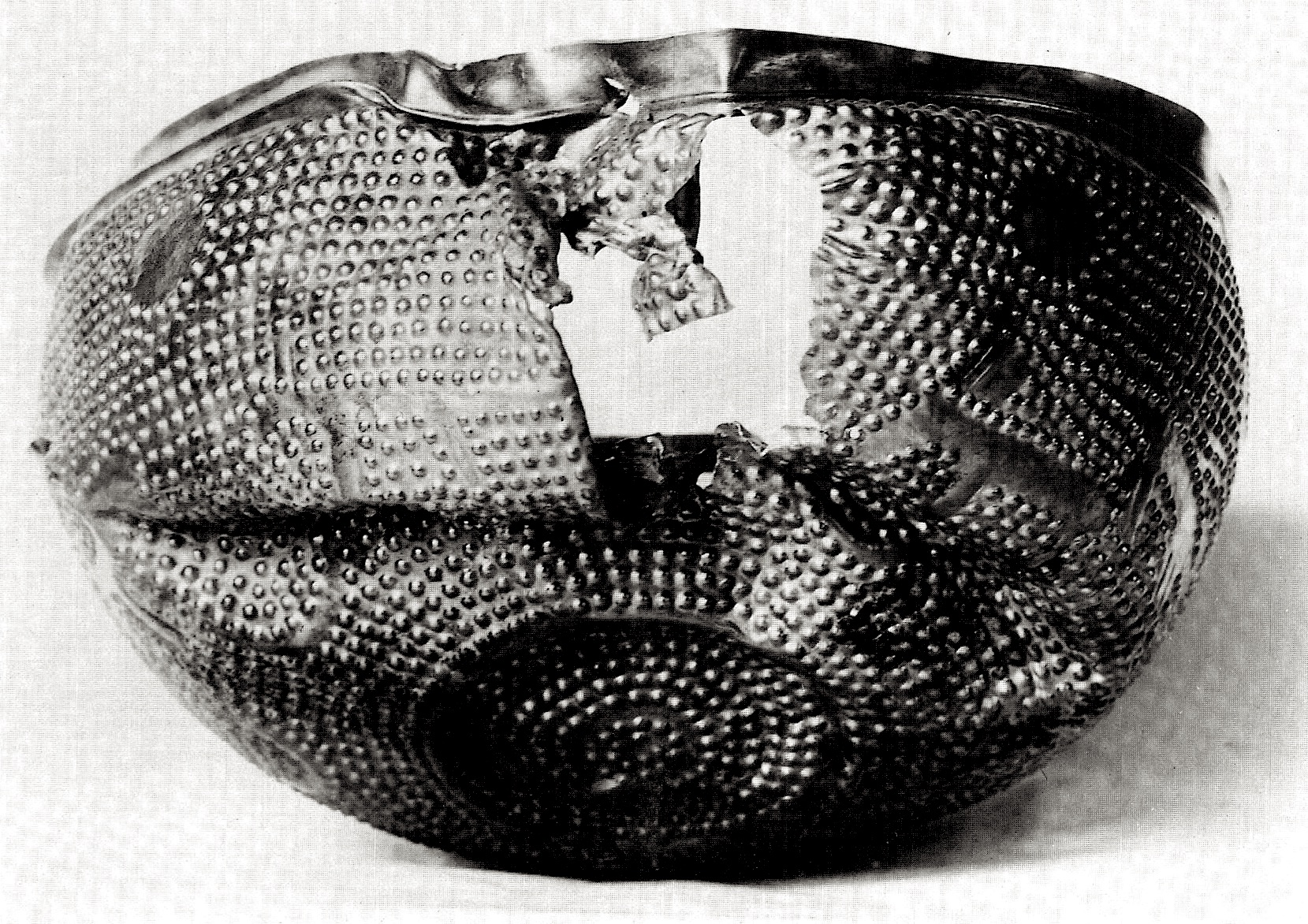
Condition après récupération

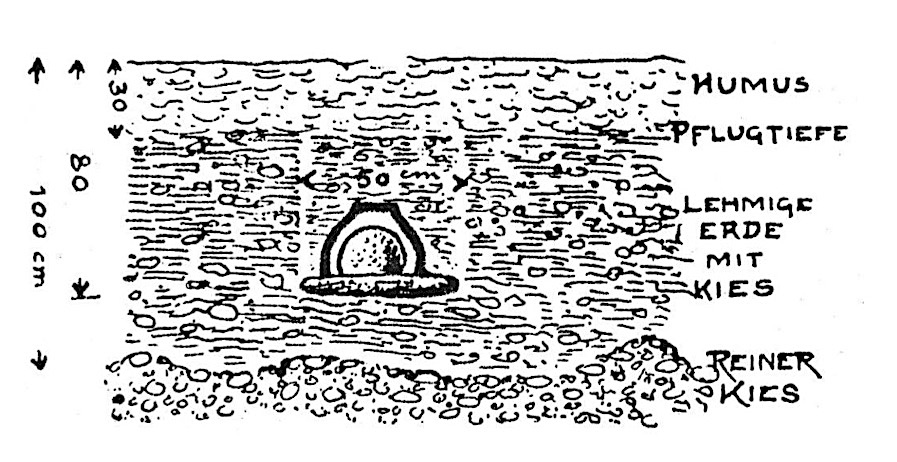
Résultats

Le 17 octobre 1906, Härri, un ouvrier travaillant à la construction de la voie ferrée Zurich-Altstetten, au nord-ouest de la gare de marchandises de Zurich, tomba, en creusant une tranchée, sur une masse grise qu’il prit pour une pierre.  
Située à mètre de profondeur dans le sol, dans une couche d’argile et de graviers de 70 cm d’épaisseur, recouverte de 30 cm d'humus. Quand il planta sa pioche et qu’il essaya de la retirer de terre par le dessous, la masse se cassa en petits morceaux et la coupe apparut. 
Comme le révélèrent les recherches sur le lieu de la découverte, la coupe a été posée sur le sol d’une fosse d’environ 80 cm de profondeur sur 50 cm de largeur, ouverture tournée vers le bas, sur une plaque de pierre. À l'intérieur devait se trouver une matière blanchâtre, semblable à de la poussière, qui pourrait avoir été de la cendre de crémation. Comme l’ouvrier supposa qu'il s'agissait de terre, il la jeta. La pierre plate ne fut pas non plus conservée. 
La coupe était recouverte d'un pot de céramique grise, dont l'ouvrier ramassa deux morceaux ; ils devaient être ornés de lignes tracées au doigt sur la partie extérieure. Ils ont aujourd’hui disparu. Les recherches sur les terrains dans les environs du lieu de découverte ne révélèrent aucune indication complémentaire.  
La coupe ayant été abîmée lors de sa découverte, elle est cependant bien conservée. Le trou qui avait été fait par le coup de pioche de Härri fut également agrandi. Il a été possible, au cours de la restauration, de redonner sa forme d’origine à la coupe, de refaire la partie cassée, et par là de réduire la brèche. Après la découverte, la coupe fut confiée à la Direction des Chemins de Fer Suisses, qui l’offrirent au Musée National.  

## Description
La coupe en demi-sphère se compose d’or fin 22 carats ; un or naturellement brillant, qui se forme dans les rivières et les ruisseaux. Elle mesure 25 cm de diamètre, 12 cm de haut, et pèse 907,3 grammes. Le bord est large de 1,3 cm, le fond fait 8,2 cm de diamètre. L’épaisseur de la plaque d’or va de 0,4 à 2 mm. 
La coupe se compose d’une unique plaque d’or et est ornée de bosses de 4 mm effectuées de l’intérieur. La forme des figures n'a pas été étudiée. Sur la bande du haut on reconnaît bien, en alternance, quatre croissants de lune et quatre cercles. Ces derniers font 2 cm de diamètre et pourraient représenter des soleils ou des pleines lunes. Sur la bande inférieure sont représentés, à l’horizontale, sept croissants de lune régulièrement répartis. 

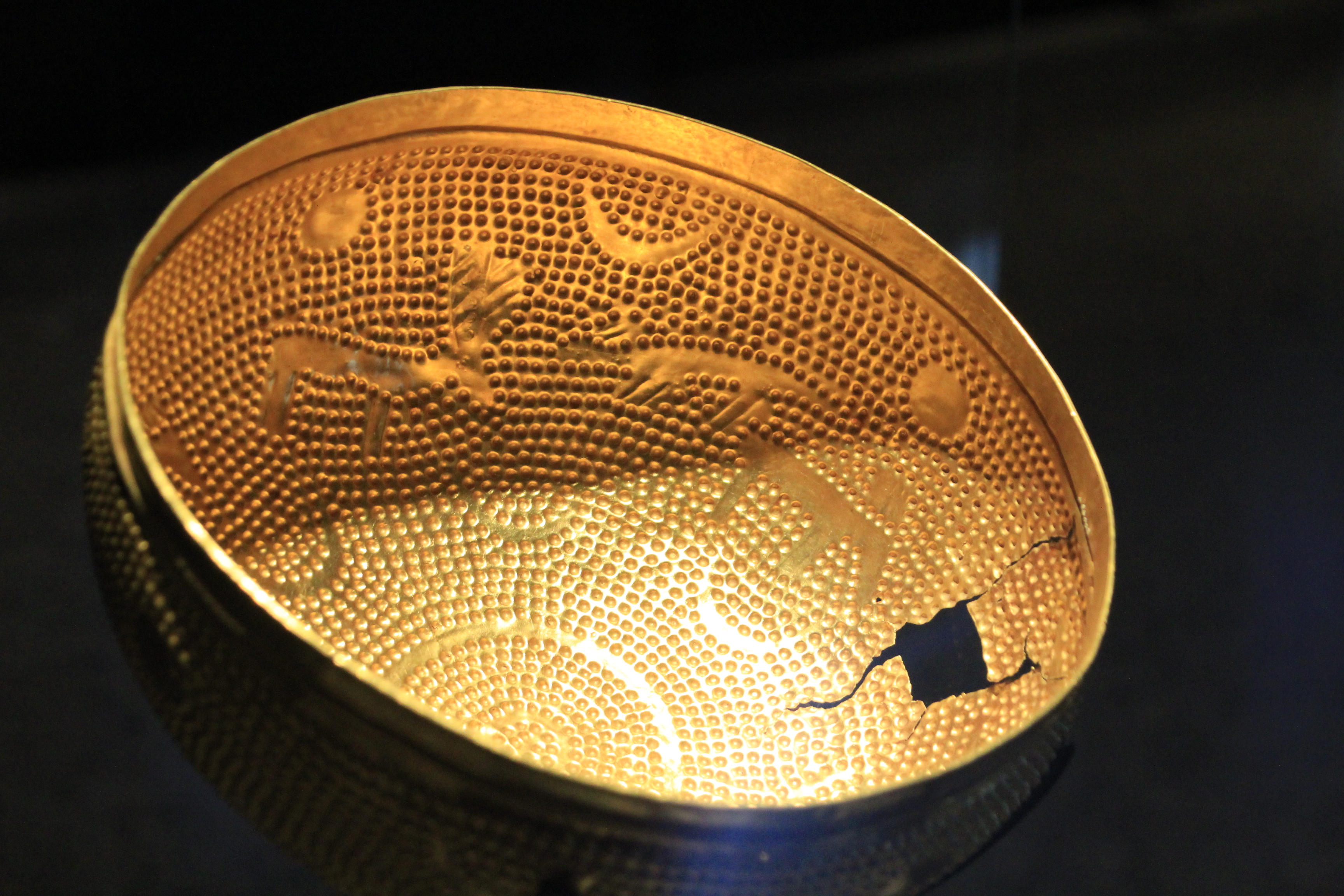
Paroi latérale intérieure
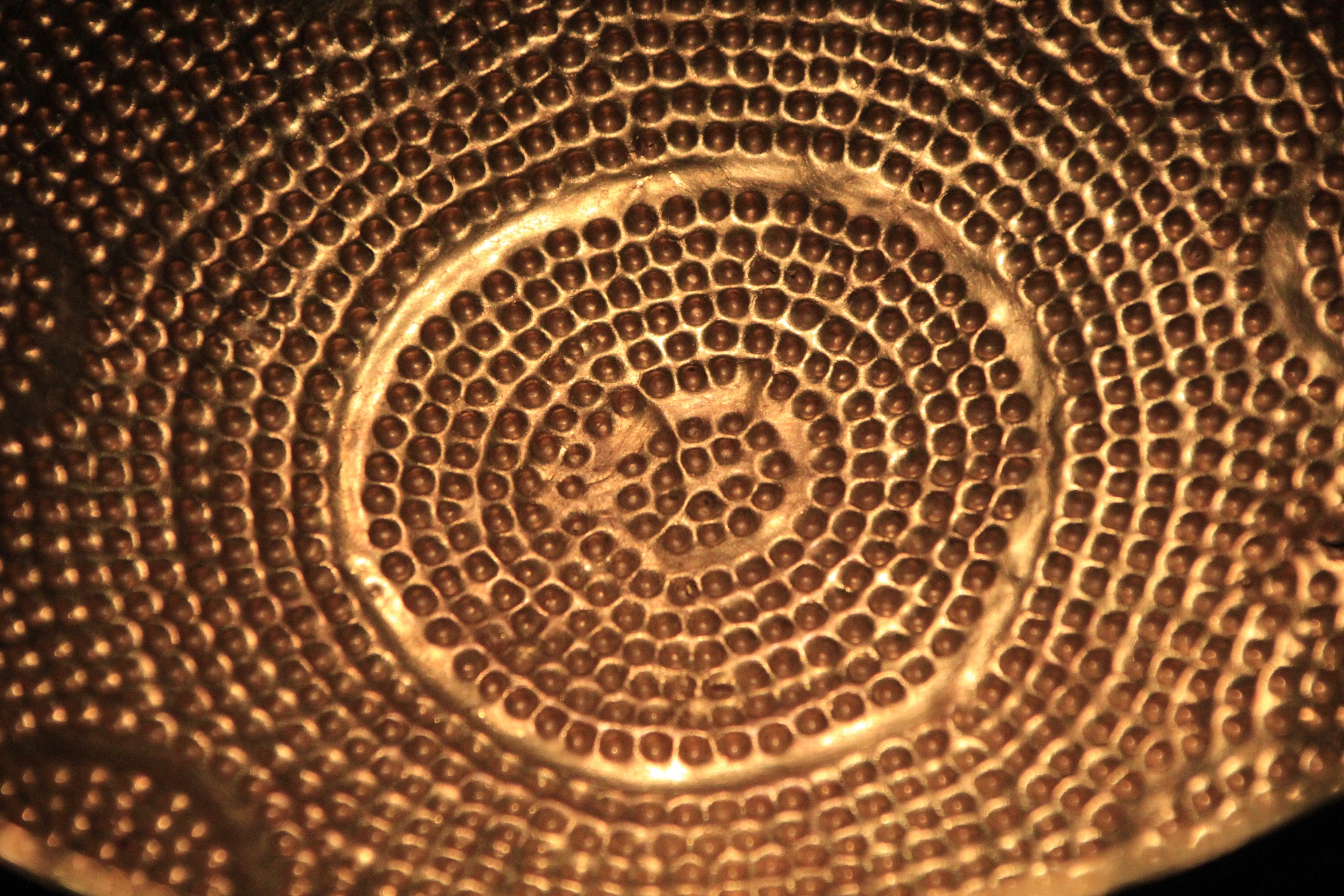
Fond, côté intérieur
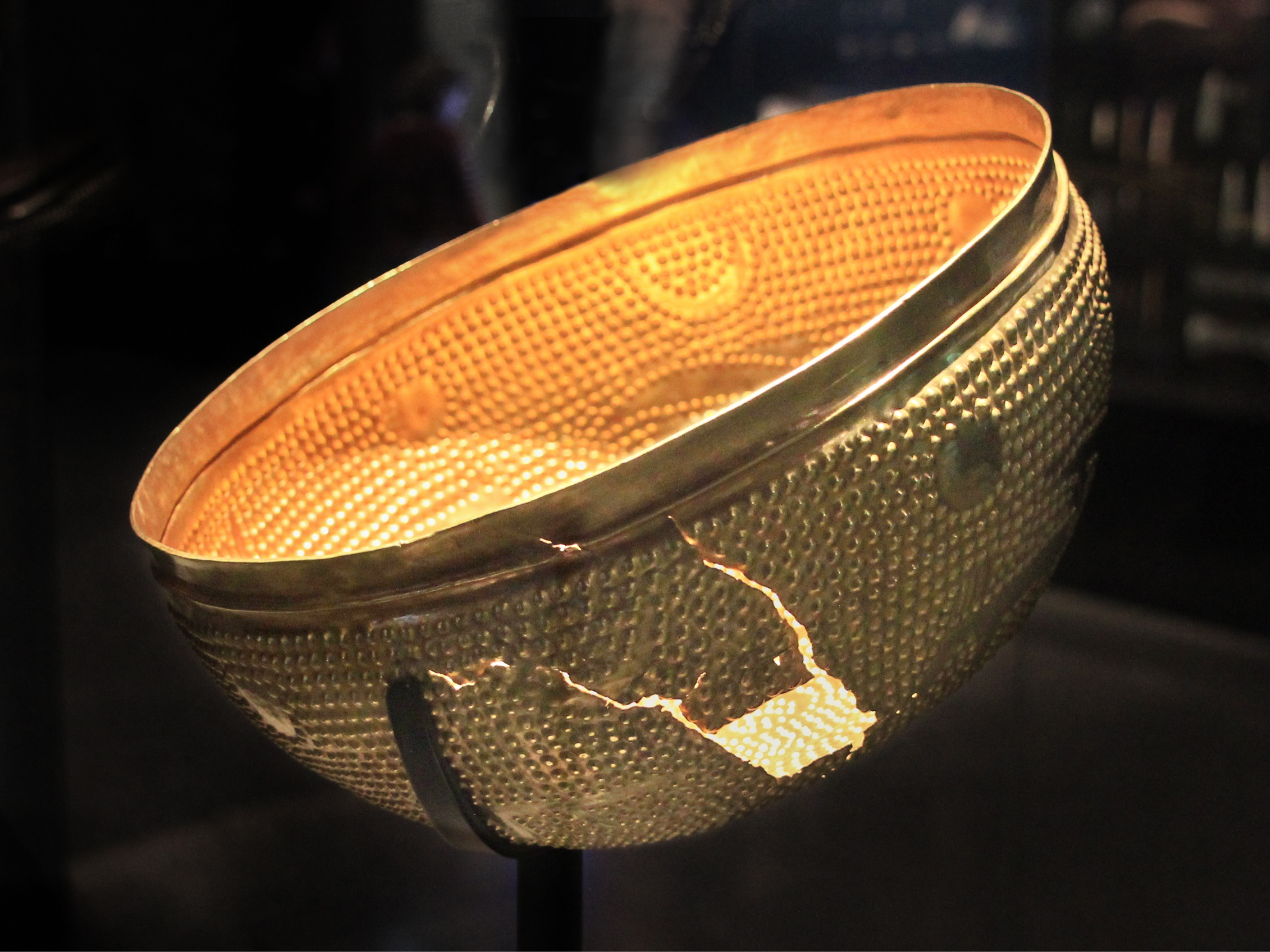

Sur la bande centrale sont représentés sept animaux schématisés, dont les plus reconnaissables sont les cerfs. Pour quatre autres, il s’agit d’animaux semblable à des chèvres, dont possiblement un renard. Six animaux regardent vers la gauche, un vers la droite. Tous sont en position immobile, aucun ne marche ni ne saute. 
Une analyse de la plaque d’or par spectrométrie, réalisée en Allemagne au laboratoire du Musée du Land du Bade-Wurtemberg révéla une composition de 85,36 % d’or, 4 % d’argent, 0,4 % de cuivre et 0,24 % d’étain. Il en découle que la coupe n'a pas été réalisée avec de l'or d'un site montagneux, qui ne contient pas d’étain. Que la part d’argent soit naturelle ou qu’elle ait été ajoutée, cela n’a pas pu être clarifié. Pour la part de cuivre, il s’agit d’une incorporation naturelle. L’origine de l’or n’a pas pu être éclaircie par l’analyse ; on peut imaginer qu’il provient des eaux suisses.  
Sur l’utilisation fonctionnelle de la coupe, on ne peut faire que des suppositions ; qu’elle ait été utilisée pour un culte, qu’il s’agisse d’une offrande consacrée, ou qu’elle ait servi comme urne, n’est pas clair. La première description de la coupe a été publiée en 1907 par Jakob Heierli (1853-1912), professeur d’université zurichois et historien, dans le Bulletin d’archéologie suisse. 

## Fabrication

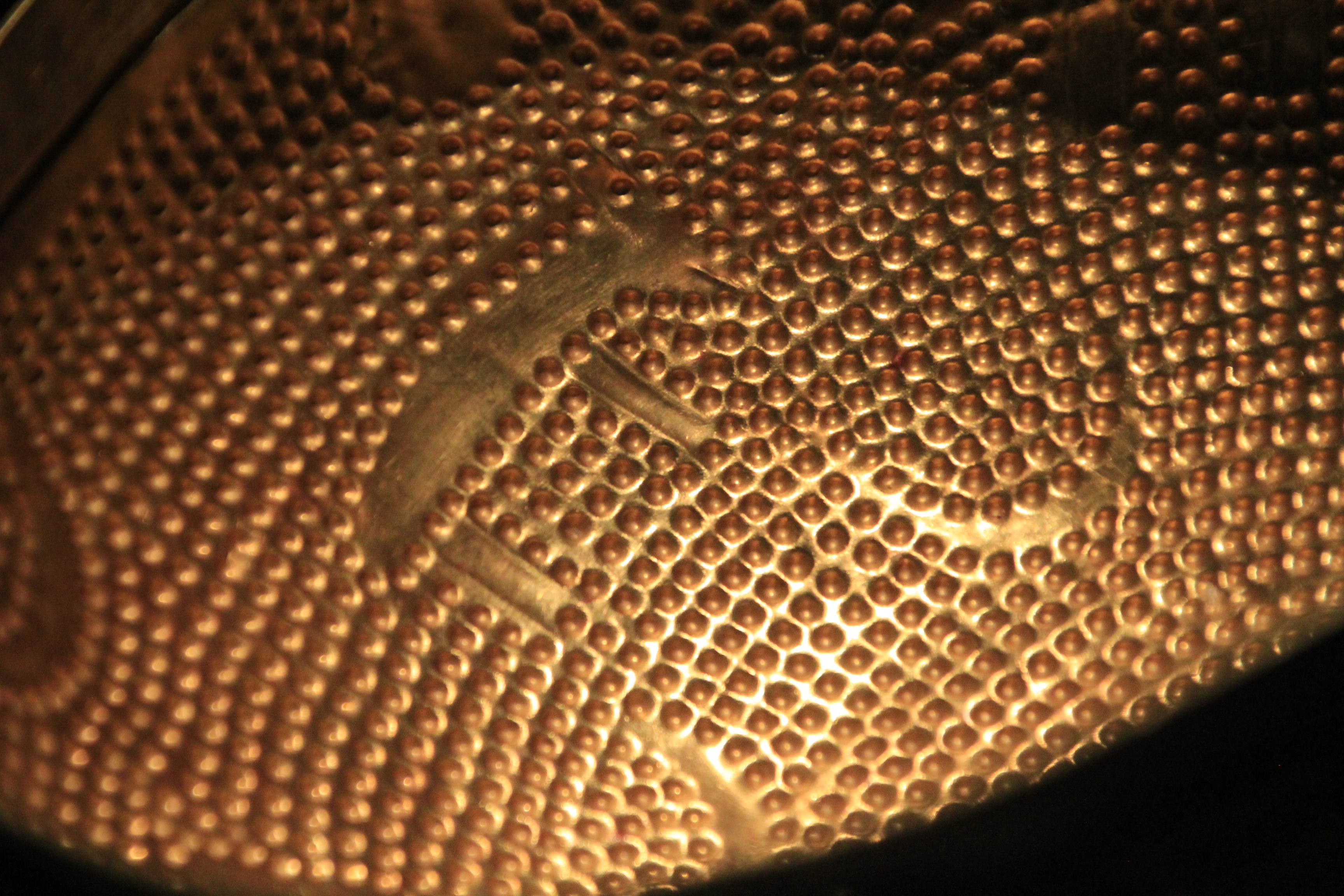
Détail

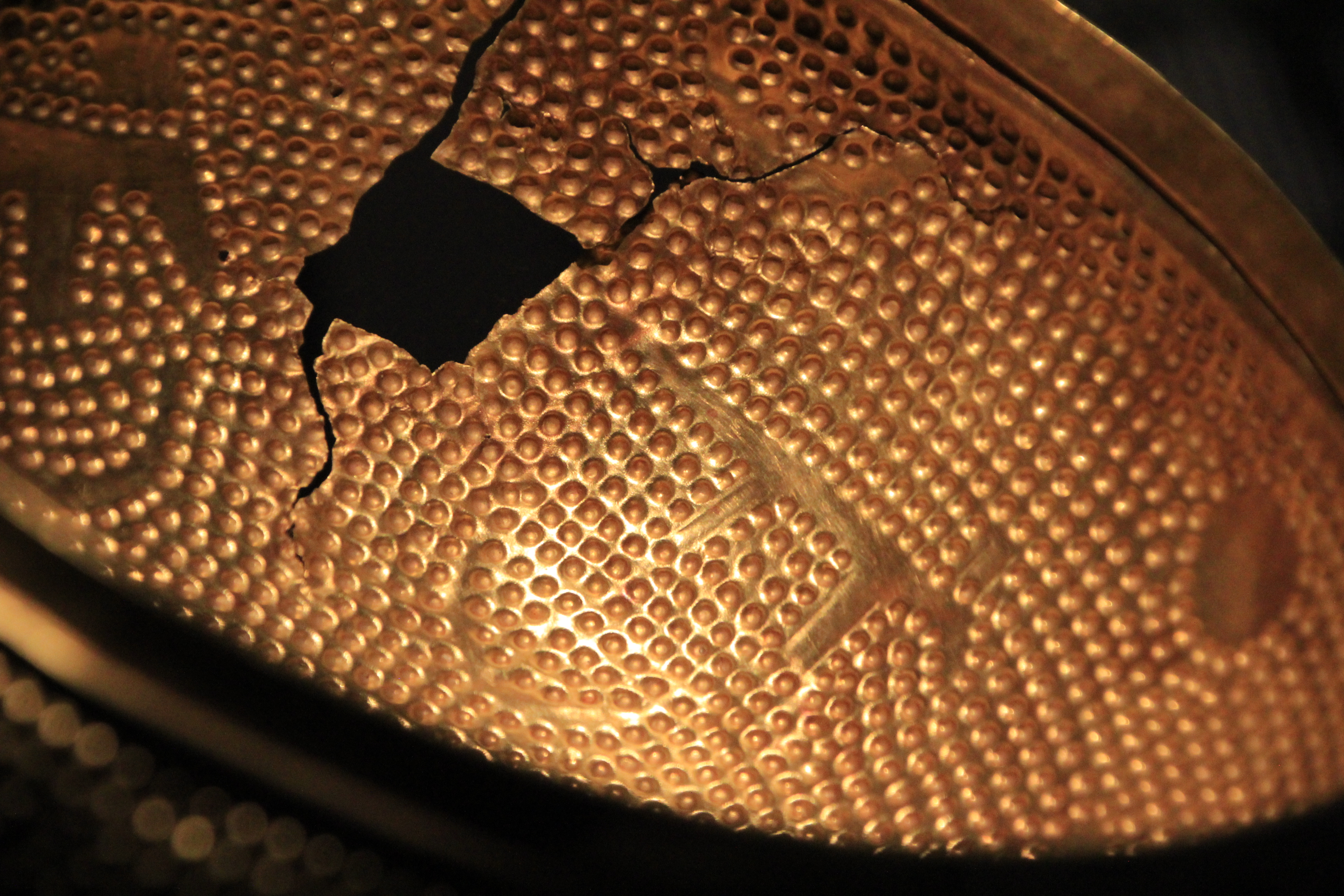
Détail

Tout d’abord, la forme du récipient a été réalisée à partir d’une plaque d’or ronde, pour cela le métal a dû être ramolli en le chauffant. Il n’est pas à exclure qu’avant cette étape, une forme grossière de la coupe ait été coulée. Sur de nombreuses figures, de très fines lignes, parfois à peine visibles à l’œil nu, montrent qu’elles ont été pré-dessinées avec une pointe. Pourquoi ces pré-gravures ont été réalisées sur la partie extérieure et non pas à l’intérieur, d’où ont été faites les petites bosses dans la plaque, cela demeure sans réponse. Il est possible que de cette façon, l’orfèvre avait une meilleure vue d’ensemble de son travail. Les lignes de repère, qui passent en ligne droite au-dessus des bosses, montrent qu’elles ont été faites avant que ces bosses soient façonnées. 
Les bosses ont ensuite été ciselées avec un poinçon, alors que le contour des figures étaient d’abord marqué. Enfin, la ligne horizontale qui court au bas de la bordure du récipient a également été travaillée de l’intérieur.  

## Datation
Étant une découverte unique et faite par hasard, sans contexte archéologique ni lien avec d'autres découvertes proches, il est difficile d’estimer son âge ; aucune estimation définitive n'a pu être effectuée. Le fait que ce récipient soit unique pour cet endroit, rend encore plus complexe l’estimation de son âge. La coupe fut initialement rattachée, d’après des modèles italiens, à la culture de Hallstat par Jakob Heierli, Emil Vogt et d’autres. Aujourd'hui, la comparaison avec d’autres récipients similaires et le traitement du matériau poussent à la dater plutôt de la fin de l’âge du bronze.